# Fuertesiella pterichoides
Fuertesiella pterichoides – gatunek roślin z monotypowego rodzaju Fuertesiella z rodziny storczykowatych (Orchidaceae). Rośliny występują w Ameryce Środkowej na Kubie i Dominikanie.

## Systematyka
Gatunek sklasyfikowany do podplemienia Cranichidinae w plemieniu Cranichideae, podrodzina storczykowe (Orchidoideae), rodzina storczykowate (Orchidaceae), rząd szparagowce (Asparagales) w obrębie roślin jednoliściennych.